# 豊田厚生病院

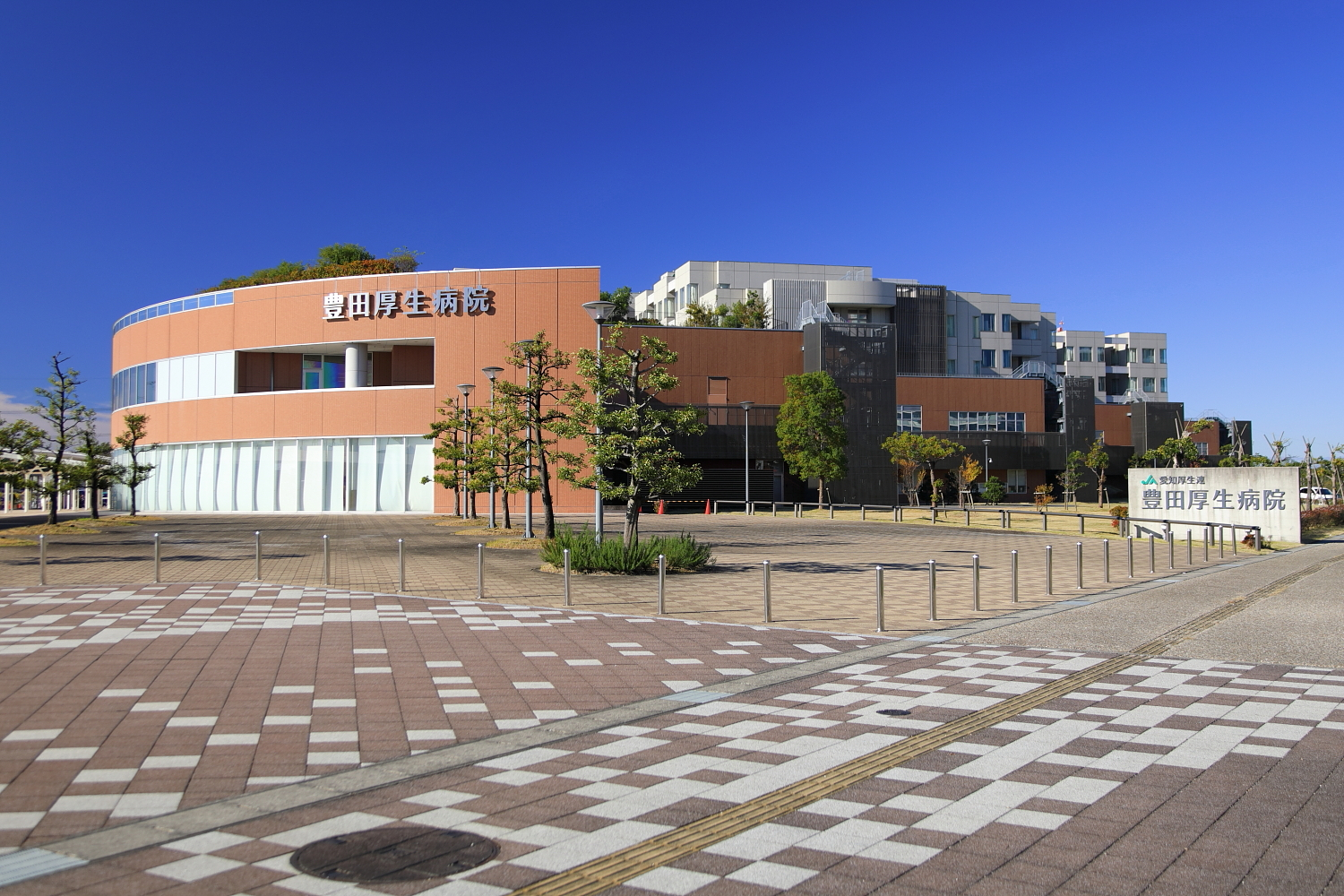
建物

愛知県厚生農業協同組合連合会 豊田厚生病院（あいちけんこうせいのうぎょうきょうどうくみあいれんごうかい とよたこうせいびょういん）は、愛知県豊田市浄水町にある愛知県厚生農業組合連合会（JA愛知厚生連）が運営する病院。

## 概要
全国厚生農業協同組合連合会の病院の一つである。愛知県厚生農業組合連合会加茂看護専門学校が隣接している。救命救急センターに指定されている。豊田市内の市民病院的な立ち位置として地域の中核を担っている。循環器内科では常勤医師が14名、心臓外科では常勤医が５名と循環器医療がかなり充実している。その他診療科においても県内有数の治療実績を誇る診療科が多くある。当院のほかに豊田市内にはトヨタ記念病院が中核病院として存在している。
院内には売店と名鉄ホテル系列のレストランがある。

## 沿革
- 1947年5月 - 加茂病院として、内科・小児科・外科の3科、職員数24名、病床数25床の仮診療所としてスタート。
- 1948年
  - 5月 - 挙母町旧城47番地に移転新築、病床数38床。
  - 8月 - 愛知県厚生連への移管。
- 1957年9月 - コバルト60照射治療開始。
- 1959年12月 - 短期人間ドック開始。
- 1962年9月 - 元城町に移転新築、延建築面積8,230㎡、病床数300床。
- 1963年4月 - 総合病院認可。
- 1964年7月 - 第2病棟増築病床数414床（1～2階病棟、3階准看護婦学院）。
- 1969年8月 - 人工腎臓透析室開設。
- 1970年4月 - 研修医初回受入。
- 1973年 - 電子顕微鏡導入。
- 1977年3月 - 無菌手術室・RI検査棟増改築、RI検査装置導入。
- 1979年2月 - CTスキャナ導入。
- 1980年9月 - 第二次救急病院輪番制参加。
- 1983年3月 - 結核病棟廃止。
- 1986年1月 - 循環器撮影装置導入。
- 1987年10月 - MRI装置導入。
- 1989年8月 - 体外衝撃波結石破砕装置導入。
- 1991年8月 - 高気圧酸素治療装置導入。
- 1992年
  - ボランティアグループ「かもボランテ」立ち上げ。
  - 7月 - 在宅医療と訪問看護を行う医療保健福祉部を開設。
- 1993年
  - 2月 - 救急心電図電送システム受信装置設置。
  - 6月 - かも在宅介護支援センター受託。
  - 8月 - 病棟増改築 、病床数600床。
- 1994年5月 - 加茂訪問看護ステーション開設。
- 1996年11月 - 地域災害拠点病院指定。
- 1998年5月 - 病診連携室開設、開放型病床10床整備。
- 1999年
  - 3月 - 難病医療協力病院指定。
  - 8月 - クリニカル・パスの導入。
  - 9月 - 加茂病院介護保険センター開設。
- 2002年4月 - 循環器センター開設。
- 2003年
  - 4月 - ICU稼動。
  - 5月 - オーダリングシステム導入。
  - 9月 - 臨床研修病院指定。
- 2004年3月 - 病院機能評価認定。
- 2005年12月 - 加茂病院移転新築工事起工。
- 2007年
  - 1月 - 地域がん診療連携拠点病院指定。
  - 9月 - 豊田厚生病院竣工。
- 2008年
  - 1月 - 豊田厚生病院として移転開院、床数606床（感染症病床6床含む）。
  - 1月 - 電子カルテ導入、救命救急センター指定、地域中核災害医療センター指定、第二種感染症指定医療機関。
  - 7月 - DMAT指定医療機関。
- 2009年
  - 3月 - 病院機能評価認定更新。
  - 12月 - バリアフリー・ユニバーサルデザイン推進功労者表彰優良賞受賞。
- 2010年5月 - 第1回豊田厚生病院祭開催。
- 2011年
  - 1月 - 卒後臨床研修評価認定。
  - 4月 - DPC対象病院としての運用開始。
  - 10月 - 歯科医師臨床研修施設指定取得。
- 2012年
  - 4月 - 患者相談対策室開設。
  - 7月 - 術前検査センター（現在の入退院支援センター）開設。
- 2013年
  - 2月 - 一般病棟入院基本料7対1取得。
  - 5月 - 人間ドック健診施設機能評価認定。
- 2014年
  - 1月 - 内視鏡センター、生理検査室、通院治療センターの整備（それぞれ5室→6室、超音波室7室→10室、15床→20床）。
  - 4月 - DPC医療機関群Ⅱ群指定。
- 2015年6月 - 無菌室（クリーンルーム）増室（3室→5室）。
- 2016年5月 - 医療被ばく低減施設認定。
- 2017年9月 - 地域医療支援病院承認。
- 2018年2月 - 人間ドック健診施設機能評価認定更新。
- 2019年
  - 3月 - 病院機能評価認定更新。
  - 4月 - がんゲノム医療連携病院指定。
  - 10月 - 脊椎脊髄センター開設。
- 2020年
  - 3月 - ISO15189認定取得。
  - 10月 - 感染症内科開設。

## 診療科目
診療科目は以下の30科。
- 呼吸器内科
- 循環器内科
- 消化器内科
- 脳神経内科
- 内分泌・代謝内科
- 腎臓内科
- 血液内科
- 緩和ケア内科
- 総合内科
- 内科（専攻医含）
- 外科
- 整形外科
- 産婦人科
- 脳神経外科
- 泌尿器科
- 小児科
- 耳鼻咽喉科
- 皮膚科
- 歯科口腔外科
- 形成外科
- 心臓外科
- 眼科
- 精神科
- 麻酔科
- 呼吸器外科
- リハビリテーション科
- 救急科
- 病理診断科
- 放射線治療科
- 放射線診断科

## 交通アクセス
- 名鉄豊田線「浄水駅」下車、地下遊歩道にて徒歩で約5分（直結）。
- とよたおいでんバス・さんさんバス「豊田厚生病院」停留所下車、徒歩で約1分。